# Dyacopterus brooksi
Dyacopterus brooksi é uma espécie de morcego da família Pteropodidae. Endêmica da Sumatra, Indonésia.